# Usora (rzeka)
Usora – rzeka w Bośni i Hercegowinie, lewy dopływ Bośni. Jej długość wynosi 89 km.

## Opis
Płynie przez północną Bośnię. Powstaje z połączenia Velikiej i Malej Usory. Do Bośni wpada nieopodal Doboju. W górnym biegu zaopatruje w wodę pitną miasto Teslić.